# Тучапский, Тадеуш

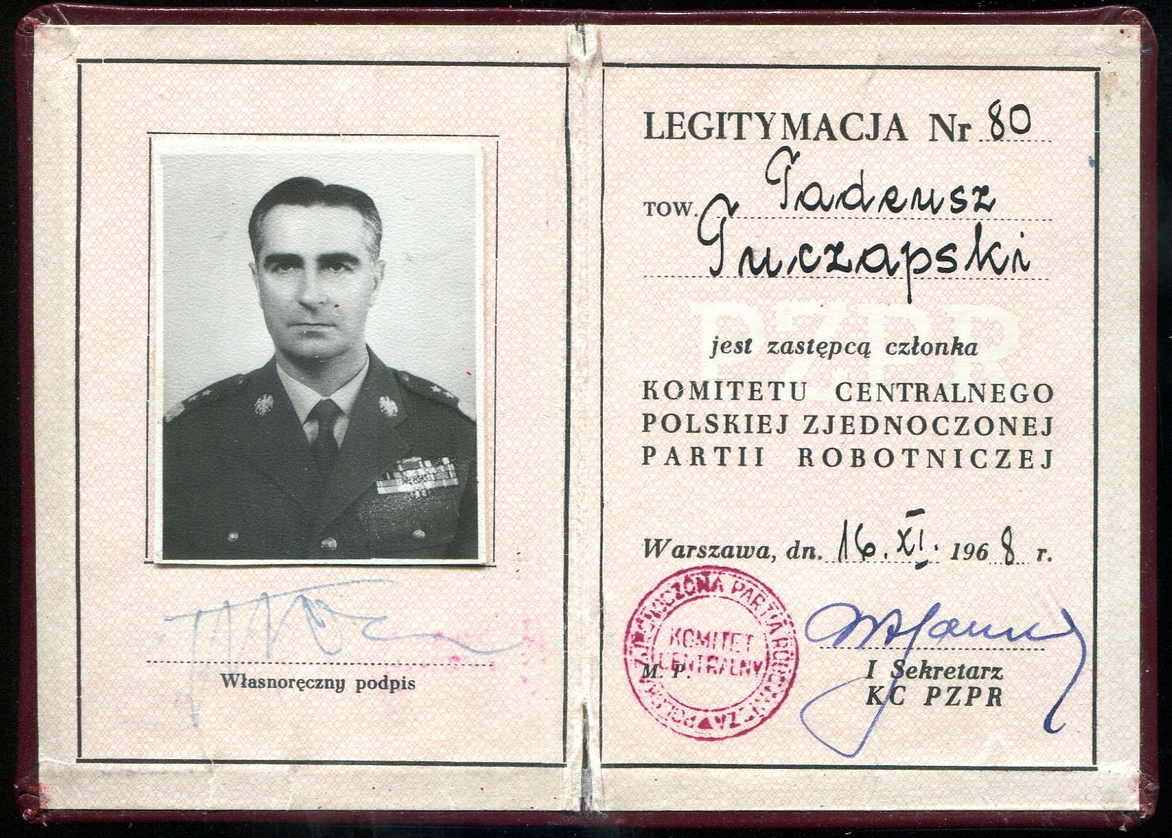
Партийный билет члена ЦК ПОРП Тадеуша Тучапского, 1968

Тадеуш Леон Тучапский (пол. Tadeusz Leon Tuczapski; 23 сентября 1922, Львов — 10 апреля 2009, Варшава) — польский генерал, один из высших военных руководителей ПНР, близкий сподвижник генерала Ярузельского. Заместитель министра национальный обороны в 1968—1987, главный инспектор территориальной обороны Народного Войска Польского в 1971—1987. Участник подавления рабочих протестов 1970 в Щецине. Активный участник противостояния правящей компартии ПОРП с профсоюзом Солидарность, при военном положении 1981—1983 один из ведущих членов Военного совета национального спасения. Привлекался к судебной ответственности, скончался до вердикта.

## Участник войны
Родился в семье украинских поляков. Леон Тучапский, отец Тадеуша Тучапского, в чине хорунжего служил в польской армии. Тадеушу Тучапскому было семнадцать лет, когда Львовское воеводство было присоединено к СССР. Поступил на медицинский факультет Львовского университета, но вынужден был прервать учёбу из-за войны. Во время нацистской оккупации работал во Львове завскладом и помощником бухгалтера.
В августе 1944, с приходом советской армии, вступил в ряды Народного Войска Польского (LWP). Окончил артиллерийские курсы в Хелме, получил офицерское звание подпоручика. Командовал артиллерийским взводом в 1-й армии. Участвовал в боях с немцами, был дважды ранен.

## Армейская служба

### Офицер
После войны стал адъютантом министра обороны ПНР маршала Рокоссовского. Преподавал в школе офицеров артиллерии в Торуни. Командовал артиллерийским дивизионом, затем гаубичным полком. С 1947 Тадеуш Тучапский состоял в коммунистической ППР, с 1948 — в правящей компартии ПОРП.
В 1950 году Тадеуш Тучапский в звании подполковника — начальник штаба 12-й артиллерийской бригады. В 1951—1952 — командир 29-й артиллерийской бригады. В 1952 возглавил оперативное командование артиллерией в Варшаве. С 1953 — заместитель начальника штаба артиллерии LWP в звании полковника. В 1954—1955 — командующий артиллерией Поморского военного округа.

### Генерал
В годы 1955—1957 учился в СССР в Высшей военной академии имени К. Е. Ворошилова. По окончании учёбы назначен начальником штаба артиллерийского командования Войска Польского в звании генерал бригады. В 1960—1963 возглавлял оперативное управление Генерального штаба LWP. С 1963 — генерал дивизии. В 1965—1968 — заместитель главного инспектора военного обучения. Командовал манёврами войск Организации Варшавского договора.
11 апреля 1968 назначен заместителем министра национальной обороны ПНР Войцеха Ярузельского. В 1968 являлся главным инспектором военного обучения. С 1973 — главный инспектор территориальной обороны. Возглавлял также систему гражданской обороны. В статусе секретаря возглавлял Комитет национальной обороны (KOK) при Совете министров ПНР. С октября 1974 — генерал брони.
Генерал Тучапский был заместителем главнокомандующего Объединёнными вооружёнными силами Варшавского договора, ответственным за потенциальный «польский фронт». Впоследствии Тучапский рассказывал о сложностях взаимодействия с политическим руководством и военным командованием СССР — из-за сталинистского догматизма и полонофобских стереотипов в КПСС. Однако репутация Тучапского в советском руководстве была положительной.

## Политическая роль

### Заместитель министра
Высокое положение генерала Тучапского в армейском командовании делало его заметной фигурой политического руководства. Особенно значимой была функция секретаря KOK, координирующего оборонную политику правительства. С 1968 Тучапский был кандидатом в члены ЦК ПОРП, участвовал в шести партсъездах — с V в 1968 по X в 1986. Он принимал непосредственное участие в военном подавлении рабочих протестов в Щецине декабря 1970.
Как заместитель министра обороны и руководитель KOK генерал Тучапский активно участвовал в противоборстве ПОРП с независимым профсоюзом Солидарность. Он не причислялся к «партийному бетону», но неукоснительно проводил линию генерала Ярузельского. Уже 12 ноября 1980 Тучапский предлагал создать орган чрезвычайного управления — Совет обороны ПНР во главе с первым секретарём ЦК (тогда высший партийный пост занимал Станислав Каня). 14 сентября 1981 Тучапский представил план установления военного режима на заседании KOK. 7 декабря 1981 Тучапский провёл постановление KOK, расширившее полномочия воеводских подразделений Комитета (WKO) и возложившее на них ответственность за военный контроль над ситуацией. Он же готовил формально-юридические обоснования военной узурпации власти.

### Член WRON
13 декабря 1981 в Польше было введено военное положение. Генерал Тучапский вошёл в состав Военного совета национального спасения (WRON) — внеконституционного органа высшей власти во главе с первым секретарём ЦК ПОРП премьер-министром и министром национальной обороны ПНР генералом Ярузельским.
Генерал Тучапский не принадлежал к неформальной «Директории», в которой принимались все основные решения. Однако он, наряду с генералом Кищаком, генералом Сивицким, генералом Мольчиком, адмиралом Янчишином, являлся одним из самых влиятельных членов WRON, принадлежал к окружению Ярузельского. Курируемая Тучапским система WKO в регионах координировала различные инстанции военного режима — военных комиссаров, территориальные войсковые штабы, воеводские администрации, милицейские комендатуры. Он разделял ответственность за репрессии военного положения.
После отмены военного положения Тадеуш Тучапский до 1987 сохранял посты в министерстве обороны и KOK. 26 января 1988 был избран председателем Лиги национальной обороны — польского аналога ДОСААФ.

## Привлечение к суду

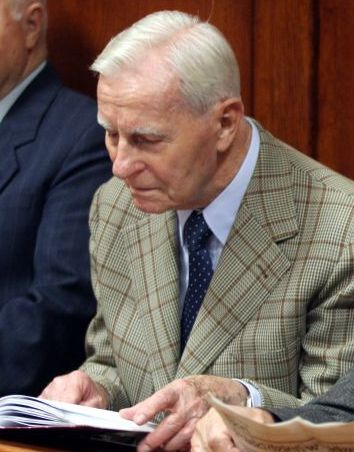
Тадеуш Тучапский на суде в Варшаве, 2008

Смена общественно-политической системы в 1989—1991 исключила для Тучапского шансы на продолжение военной службы и политической деятельности. 2 мая 1991 он был отправлен на пенсию. Проживал с семьёй в Варшаве, интересовался общественно-политической жизнью, военной литературой, театром. С бывшими членами WRON, отношений, по его словам, не поддерживал.
В 1996 Тадеуш Тучапский привлекался к суду по обвинению в щецинских расстрелах декабря 1970. Основную ответственность за те события Тучапский возлагал на партийных руководителей, выгораживая Ярузельского:

Это был час таких, как Гомулка, Клишко, Лога-Совинский, Кочёлек, Корчинский. А теперь прежде всех привлекают генерала Ярузельского. А ведь если бы не он, трагедия была бы ещё большей!

В марте 2006 Институт национальной памяти предъявил группе военных, партийных и государственных руководителей, в том числе Тадеушу Тучапскому, обвинение в создании «организованной вооружённой преступной группы», осуществившей введение военного положения. С сентября 2008 Тучапский являлся подсудимым на процессе в Варшаве. Он скончался до вынесения вердикта в возрасте 86 лет.
Похороны Тадеуша Тучапского состоялись 20 апреля 2009 на кладбище Воинские Повонзки. Церемония прошла в ограниченном формате, без почётного караула и военного оркестра. Было зачитано личное послание Войцеха Ярузельского.
В январе 2012 Окружной суд Варшавы при вынесении обвинительного приговора Чеславу Кищаку упомянул среди членов преступной группы покойного Тучапского.

## Личность, оценки, самооценка
Тадеуш Тучапский был дважды женат, во втором браке имел дочь. Характеризовался как человек «стильный, интеллигентный, элегантный». Отмечались его образованность и эрудиция. Он написал мемуары, которые, однако, не были изданы, хотя вызывали большой интерес. С пренебрежительной иронией отзывался о партийной пропаганде.
Тадеуш Тучапский признавал свою ответственность за жертвы военного положения. Особенно тяжело, по его словам, переживал он гибель людей на шахте «Вуек»:

На всех нас лежит клеймо. Но только история вынесет справедливый приговор. Жаль, что мы, авторы военного положения, не узнаем, правильно ли мы поступили.